# کوه تمندر
رشته کوه تمندر در بخش بربرود غربی شهرستان الیگودرز واقع شده‌است. این رشته کوه در ضلع شرقی دشتی واقع شده که غرب آن اشترانکوه با حداکثر ارتفاع ۴۰۸۰متر و جنوب آن قالی کوه با حداکثر ارتفاع ۴۰۸۲متر قرار دارد. رشته کوه تمندر دارای قلل مرتفعی است که به استناد نقشه‌های ۱:۵۰۰۰۰ سازمان جغرافیایی ارتش، بلندترین آن‌ها در ضلع شمالی با ارتفاع ۳۵۴۷ متر قرار گرفته‌است. مهم‌ترین قله‌های ضلع شرقی، دو قله با ارتفاع یکسان ۳۲۴۵ متری هستند. در ضلع جنوبی این مجموعه، دو قلهٔ ۳۳۷۰ و ۳۳۲۵ متری واقع‌اند. رشته جنوبی تمندر، شامل یک خط الرأس ۱۵ کیلومتری است که در انتهای باختری آن قلعهٔ مخروبه قدیمی به نام قلعه دختر قرار دارد. مهم‌ترین قلهٔ بخش غربی نیز ۲۹۴۲ متر ارتفاع دارد.
کوهستان تمندر یکی از بزرگترین شکارگاه‌های شهرستان الیگودرز است که امروزه به دلیل عدم توجه و حفاظت و شکار بی‌رویه تقریباً درخالی از هرگونه حیوان وحشی می‌باشد. زنجیره به هم پیوسته کوه‌ها و قله‌های استان لرستان نه تنها می‌تواند به یکی از کانون‌های توسعه ورزش کوه نوردی و صخره‌نوردی تبدیل شود، بلکه به علت برف‌گیری و وجود شیب‌های مناسب در پاره‌ای از مناطق، قابلیت ایجاد و توسعه ورزش اسکی را نیز دارند. تابلوی قله تمندر مورخ اول تیرماه ۱۳۹۷ توسط گروه کوهنوردی تمندر الیگودرز با ذکر ارتفاع ۳۵۵۰ و با حضور ۱۱ نفر از کوهنوردان نصب گردید. در سال بعد این تابلو بر اثر طوفان شکست و صفحه جدید آن نیز در تابستان ۱۳۹۹ در مکان تابلوی قبلی نصب شد.
اغلب مسیرهای دستیابی به قله کوه تمندر به صورت دست به سنگ بوده و بهتر است برای صعود این قله از راهنمایان محلی شهرستان الیگودرز استفاده شود.

## سراب غار تمندر
سراب غار تمندر نیز که در دل کوه قرار دارد و از ضلع شمالی آن بیرون می‌آید جز جاذبه‌های طبیعی منطقه به حساب می‌آید این سراب چشمه‌ای است که با آب فراوان از دل کوه بیرون می‌آید هرچند که به‌تازگی، غار بسته شده و از آب آن برای پرورش ماهی استفاده می‌شود
.

## سراب گردکانک
سراب پرآب دیگری در دل کوه تمندر است که از ضلع جنوبی آن بیرون می‌آید